# Аллен, Дэвид Кристофер
Дэвид Аллен (англ. Daevid Allen, настоящее имя Кристофер Дэвид Аллен, англ. Christopher David Allen; 13 января 1938, Мельбурн, Австралия — 13 марта 2015) — австралийский гитарист, вокалист и композитор, более всего известный как сооснователь британской рок-группы Soft Machine (1966) и французской Gong (1970). Иногда его имя на обложках дисков указывалось как Daevid Alien. В последнее время жил в австралийском городе Байрон Бэй.

## Биография
В 1960 году, вдохновлённый писателями-битниками, которых он открыл для себя пока работал в мельбурнском книжном магазине, Дэвид Аллен отправился в Париж, где остановился в Beat Hotel, в комнате, из которой недавно съехали Аллен Гинзберг и Питер Орловски. Продавая газету Интернешнл Геральд Трибьюн в окрестностях Le Chat qui Peche и Латинского квартала, он познакомился с Терри Райли и получил бесплатный вход в джазовые клубы окрестности. После встречи с Уильямом Берроузом, вдохновлённый философией Сан Ра (Sun Ra), он собрал фри-джазовый ансамбль, Трио Дэвида Аллена (Daevid Allen Trio), и выступал с ним в театральной пьесе Берроуза, основанной на романе Берроуза «Билет который лопнул».
Аллен переехал в Англию, снял комнату в Кентербери, где познакомился с сыном хозяина дома Робертом Уайеттом. В 1966 году они основали рок-группу Soft Machine с Кевином Айерсом и Майком Рэтледжем. Айерс и Уайетт ранее играли вместе в группе Wilde Flowers.
После гастрольного тура по Европе Аллену отказали во въезде в Великобританию из-за того, что он просрочил свою визу в предыдущий визит. Он обосновался в Париже, где в мае 1968 года участвовал в волнениях, которые захлестнули город. Он раздавал полицейским плюшевых мишек и декламировал стихи на французском пиджине. Он признавался, что другие протестующие насмехались над ним за то, что он битник.
Скрываясь от полиции он и его сожительница Джилли Смит оказались на Майорке, в деревушке Дейя. Здесь он записал первый альбом новой группы Gong, который назвали Magick Brother, Mystick Sister (выпущенный на BYG в 1970 году). К ним присоединился флейтист Дидье Малерб, Аллен утверждал, что нашёл его живущим в пещере в поместье Роберта Грейвса.
В 1971 году Gong подписали контракт с лейблом Virgin и выпустили альбом Camembert Electrique. Между 1973 и 1974 годами Gong стал чем-то вроде анархистской коммуны в сельской местности во Франции. К ним присоединился Стив Хиллидж и Пьер Мерлен, с которыми записали Radio Gnome Trilogy — трилогию альбомов, состоящую из Flying Teapot, Angels Egg и You.
Аллен покинул эту инкарнацию группы Gong и основал Planet Gong, затем в 1980 году — New York Gong (с Биллом Ласвеллом). Затем последовали ещё проекты, в том числе Invisible Opera Company Of Tibet, Brainville, Ex (не путать с голландской панк-группой The Ex) и Magic Brothers.
В 1981 году Аллен вернулся в Австралию, поселившись в Байрон-Бей, где он работал над театральными пьесами и стихами. Он выступал с артистом Дэвидом Толли, используя кольца магнитофонной ленты и драм-машины. В последнее время он участвовал в проекте you’N’gong (созвучно с Young Gong, молодой Gong) со своим сыном Орландо и участниками Acid Mothers Temple. Кроме того, он играл в импровизаторском составе Guru And Zero.

## Болезнь и смерть
12 июня 2014 года у Аллена была обнаружена опухоль. Она была признана раковой. В дальнейшем проводилась радиотерапия. В своем обращении от 15 февраля 2015 Аллен написал о том, что отказывается от лечения и врачи прогнозируют, что ему осталось полгода. 
13 марта 2015 его сын Орландо Мондэй Аллен сообщил, что Дэвида не стало.